# Philipp Mendler

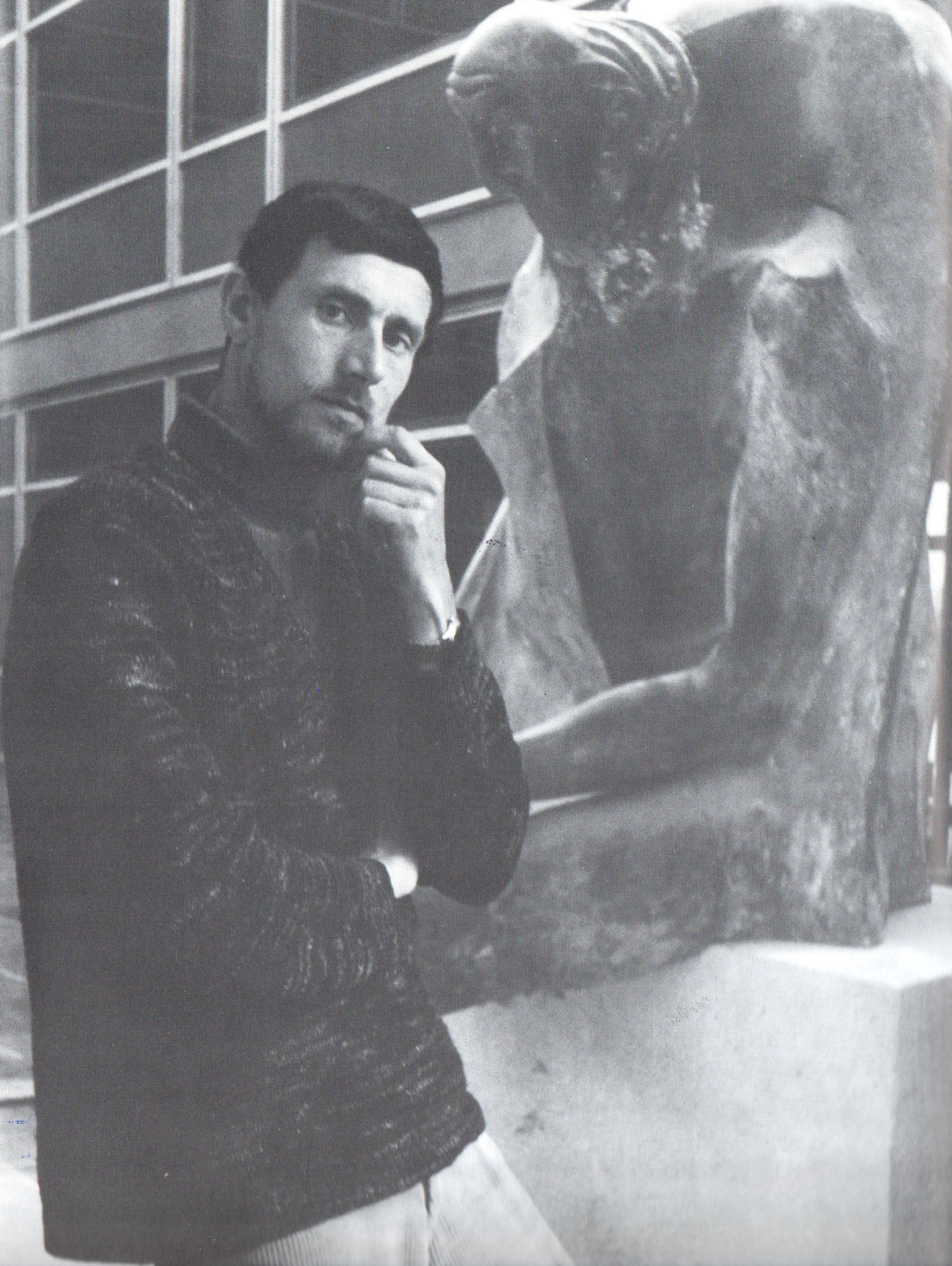
Philipp Mendler (1968)

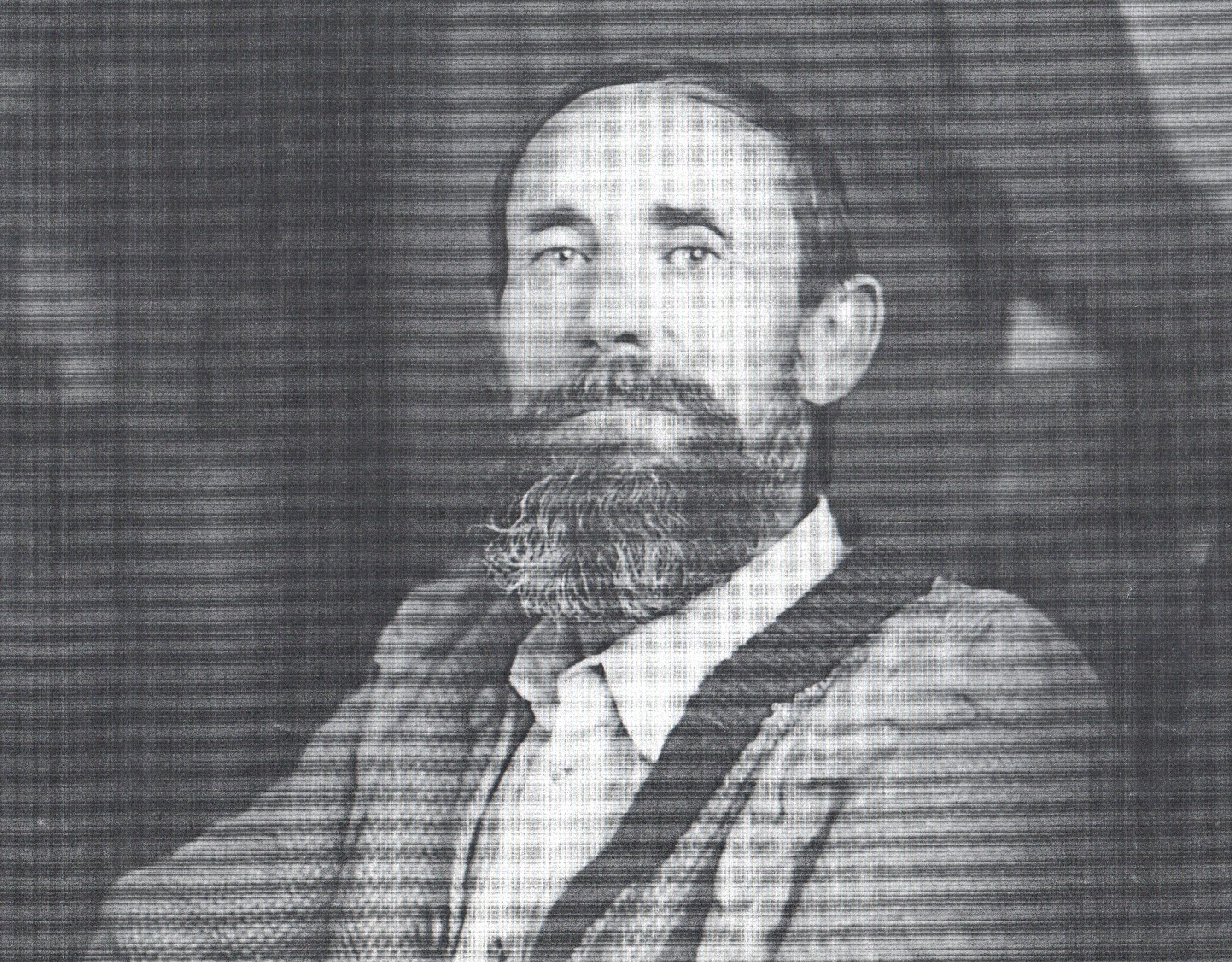
Philipp Mendler (1990)

Philipp Mendler (* 12. Mai 1936 in München; † 28. April 1995 in Fulda) war ein deutscher Bildhauer. Er war Meisterschüler bei Hans Wimmer an der Akademie der Bildenden Künste in Nürnberg und anschließend Schulleiter an der Holzbildhauerschule in Bischofsheim/Rhön. Sein Großvater Kaspar Ruppert und sein Großonkel Anton Pruska waren beide in München als Bildhauer aktiv.

## Leben
Philipp Mendler absolvierte von 1950 bis 1953 eine Lehre als Bau- und Möbelschreiner in Hammelburg. 1954 bis 1956 folgte eine Ausbildung zum Holzbildhauer in Bischofsheim/Rhön. 1956 und 1957 belegte er ein Studium an der Kerschensteinerschule in München (Meisterschule für Holzbildhauer). Es folgte von 1957 bis 1964 ein Studium an der Akademie der Bildenden Künste in Nürnberg als Bildhauer-Meisterschüler bei Hans Wimmer.
Er wirkte von 1964 bis 1968 als freischaffender Bildhauer in München.
1968 bis 1969 erhielt er ein Stipendium an der Deutschen Akademie Villa Massimo in Rom. Von 1973 bis 1981 war er Schulleiter und Lehrer an der staatlichen Berufsfachschule für Holzbildhauer in Bischofsheim/Rhön.
Von 1982 bis 1995 arbeitete er als freischaffender Bildhauer in Bischofsheim/Rhön.

## Ausstellungen (Beteiligung, Auswahl)
- 1963: Fränkische Galerie, Nürnberg
- 1964: Berufsverband bildender Künstler, München
- 1967: Portraitwettbewerb für Bildhauer, Bayerische Akademie der Schönen Künste, Prinz Carl-Palais, München
- 1969: Villa Massimo, Rom
- 1971: Haus der Kunst, München
- 1973: Albrecht Dürer Gesellschaft im Pilatushaus, Nürnberg[4]
- 1985: 1. Bildhauer-Ausstellung im Fuggerschloß Kirchheim/Mindel
- 1988: 2. Bildhauer-Ausstellung im Fuggerschloß Kirchheim/Mindel
- 1995: 3. Bildhauer-Ausstellung, „Philipp Mendler und seine Bildhauerfreunde“, im Fuggerschloß Kirchheim/Mindel
- 2015: „Kunst geht fremd ... und unter die Haut“, Bronzefrau im Knauf-Museum Iphofen, Unterfranken[5]
- 2018: „In einem Land der offenen Ferne“[6]
Fundamente. Philipp Mendler, Wegbegleiter und Schüler Kunstausstellung im Kloster Wechterswinkel[7][8][9][10][11][12]

## Auszeichnungen
- 1956: Landessieger im Leistungswettbewerb der deutschen Junghandwerker
- 1967: Preis im Portraitwettbewerb für Bildhauer der Bayerischen Akademie der Schönen Künste, München
- 1968: Stipendium an der Deutschen Akademie Villa Massimo in Rom[1]
- 1984: Verdienstmedaille des Verdienstordens der Bundesrepublik Deutschland
- 1999: Initiierung des Philipp-Mendler-Preises[13][14] – jährlich vergeben vom Landkreis Rhön-Grabfeld für talentierte und herausragende junge Künstler

## Werke (Auswahl)
- Der Philosoph (1964-1968, Bronze, 200 × 115 cm, Frobenius-Gymnasium Hammelburg/Ufr.)
- Grabmal (1966, Sandstein, 370 × 75 cm, Auftragsarbeit, Ostfriedhof München)
- Taube (1967, Bronze, 30 cm, Städtische Galerie München und Nordfriedhof München)
- Hl. Franziskus (1967, Muschelkalk, Kloster Mallersdorf)
- Figürliche Assoziationen (1969, Gips, im Park der Villa Massimo, Rom)
- Volumen I (1969, 30 × 50 cm, Bronze)
- Volumen IV (1969, 10 × 30 cm (Gips) und 100 × 30 cm (Holz))
- DRK-Brunnen (1970, Carrara-Marmor, Auftragsarbeit in Göttingen)
- Diane (1966-1988, Bronze, 180 cm, Kunsthalle Schweinfurt (Leihgabe))[15]
- Der Sitzende (1996, Bronze, vor der Kreisgalerie in Mellrichstadt/Rhön und vor dem Landratsamt Rhön/Grabfeld in Bad Neustadt an der Saale)
- Bronzefrau (1996, Bronze, 160 cm, Kloster Wechterswinkel)

## Wegbegleiter (Auswahl)
- Hubert Klinkel, Bildhauer und Medailleur
- Gerd Weiland, Bildhauer und Maler
- Klaus Weizenegger, Bildhauer und Medailleur, Bischofsheim/Rhön